# 전의식
전의식(前意識, 독일어: Vorbewusste)은 프로이트의 정신분석에 유래하는 심층심리학의 개념으로, 통상은 의식에 오르지 않지만 노력하면 의식화할 수 있는 기억 등이 저장되고 있다고 생각할 수 있는 무의식의 영역이다. 의식과 무의식 사이에서 완충지대 역할을 한다. 
정신분석에서 논하는 세가지 영역중에 하나로, 무의식의 영역으로 분류는 되지만 무의식처럼 억압된 것이 아니라 잠시 억제된 상태이거나 일시적으로 의식의 영역밖으로 밀려나 존재하는 상태로, 충분한 자극이 주어지면 쉽게 의식으로 떠오를 수 있는 가능성을 지닌 정신영역을 말한다. 쉽게 의식에 접근할 수 있기에 일시적으로만 무의식적이며 의식처럼 합리적 사고의 영역에 속한다.
전의식은 운동성이 있어서 의식과 무의식 사이에서 완충 역할을 한다. 일상생활 경험 중에서 의식적으로 주의를 기울이지 않게 되는 것들은 의식의 선택작용에 의해 필연적으로 의식의 장에서 밀려나서 전의식으로 이동하고 그 후에는 더 깊은 무의식 속으로 사라진다. 또한, 무의식의 내용은 의식으로 직접 이동할 수 없다. 무의식의 내용은 검열을 거쳐야 하며 전의식이 무의식과 의식을 연결해주는 역할에 의지해야만 의식영역으로 이동할 수 있다. 따라서 분석기법에 의해 무의식의 내용이 전의식으로 떠오르게 한 다음에 의식영역으로 들어갈 수 있기 때문에 정신분석치료에서 전의식은 매우 중요한 역할을 한다.

## 개설
무의식의 영역에 존재한다고 생각할 수 있는 기억이나 감정, 구조는 통상, 의식에 오르지 않는다. 그러나, 확실히 알고 있다고 생각되지만, 구체적으로 무슨 일이었는지 생각해 낼 수 없는 기억이라든지, 지식 등은 존재한다. 생각해 내려는 노력을 통해서, 그러한 기억이나 지식이 의식에 되살아나, 생각난다는 경험도 다수 있다.
혹은, 완전히 잊어 떠나고 있던, 또는 그런 경험 따위 한 적도 없다고 생각한 것이 생각치 못한 무엇인가의 계기로 기억에 되살아나, 생각해 낸다는 일도 자주 있다. 무의식 (Unbewusste)의 영역에 있었다고 생각할 수 있지만, 어떠한 노력이나 계기로 두고 의식에 오르는 기억이나 지식, 감정 등은 '의식의 영역'과 '무의식의 영역'의 양쪽 모두의 영역에 존재하게 된다. 거기서, 이러한 '마음의 영역'의 특정 부분을 '전의식의 영역'이라고 칭해, 생략하여 전의식 (Vorbewusste)이라고 부른다.

## 심층심리학과 전의식

### 지그문트 프로이트
프로이트는 심리학에서 매우 흥미로운 개념중에 하나인 '무의식' 연구에 선구자로서 무의식이란 개념을 대중화하였다. 그는 정신이 의식, 전의식, 무의식으로 구성되었다고 주장하였다. 프로이트가 주장한 무의식은 '억압하는 무의식'으로, 무의식 자체에는 어떤 목적성도 없고, 자아와의 관련으로, 심리역동적으로 의식에 영향을 미친다. 의식의 영역에 있던 내용은 무의식으로 직접 이동할 수 없고 무의식의 내용도 의식으로 직접 흐를 수 없다. 다만 의식과 무의식의 중간에서 완충지대 역할을 하는 전의식을 거쳐야만 상호간에 이동이 가능하다.
의식은 직접적으로 무의식에 접근하거나 통제할 수 없고 무의식의 내용도 직접 의식으로 흐를 수 없으나 자유 연상 등을 통해서 전의식으로 이동한 후에 의식으로 흐르게 할 수 있다. 이러한 과정을 반복하는 것으로, 무의식의 '억압 구조'가 변화해, 억압에 의해서 생기고 있다고 여겨진 신경증의 증상등이 치유한다는 것이 프로이트의 치료 이론이었다.

### 마음의 선천적 구조
프로이트의 무의식은 '개인의 마음'에서의 현상을 설명하기 위해서 가정된 구조의 영역이다. 이에 비해, 카를 융은 무의식 중에는 개인의 마음을 넘은 민족이나 문화나, 혹은 인류 전체의 역사에 관계하는 정보나 구조가 포함되어 있는 영역이 있다고 했다. 융은, 이러한 무의식의 영역을 '집단 무의식'이라고 명명해 거기에는 세계의 여러 가지 신화에 공통되어 출현하는 고대적인 전형 (고태형)이 구조로서 역동작용으로서 존재한다고 했다.
융에 의하면, '집단 무의식'의 내용은 결코 의식화되지 않는다. 전의식의 현대심리학적인 해석으로서 전의식의 내용이란 장기적 기억이 된다. 그러나, 융의 집단적 무의식이 그 하나라고도 생각되지만, 인간의 대뇌에는 선천적 구조가 존재해, 고차 정신 기능에 관계하는 이러한 구조로서는, 예를 들면, 언어 능력을 들 수 있다.

### 선천적 구조와 의식의 개재
언어에서 구체적인 문장이 어디서 생성되고 있는가 하면, 그것은 선천적 구조의 존재하는 무의식과 의도가 의식적으로 존재하는 의식의 중간의 영역이다. 따라서, 그것은 전의식의 영역이라고 말할 수 있다. 융의 원형이 이미지로서 모습을 구성되는 것도 전의식의 영역에 있어서이다.
심층심리학의 이론은 매우 다채로운 전개를 나타내는 트랜스 퍼스널 심리학은 물론으로서 의식의 영역을 넘은 무의식의 구조가 어떻게 의식의 내용과 작용하는가 하는 것이 과제로서 있다. 이러한 무의식 또는 초의식과 의식 사이를 개재하는 '마음의 구조'로서 전의식의 개념이 적절하다는 것이 알려진다. 단지, 용어로서는, 전의식은 프로이트의 정신분석학에서의 말·개념으로서 사용하는 것이 기본이라고도 말할 수 있다.

## 같이 보기
- 의식 무의식 기억
- 정신분석학 지그문트 프로이트
- 분석심리학 카를 융
- 심층심리학
- 트랜스 퍼스널 심리학
- 칸트의 초월론적 구조 순수이성비판